# Hypénos de Pise
Hypénos de Pise (grec ancien : Ύπηνος ο Πισαίος) est un vainqueur olympique originaire de la cité de Pise.
Il fut le premier vainqueur historique de la course à pied du diaulos d'une longueur de deux stades (environ 384 m) lors des 14e Jeux olympiques, en 724 av. J.-C. lorsque cette course fut introduite dans les épreuves olympiques cette année-là,.

## Sources
- (en) Mark Golden, Sport in the Ancient World from A to Z, Londres, Routledge, 2004, 184 p. (ISBN 0-415-24881-7).
- (it) Luigi Moretti, « Olympionikai, i vincitori negli antichi agoni olimpici », Atti della Accademia Nazionale dei Lincei, vol. VIII,‎ 1959, p. 55-199.
- Pausanias, Description de la Grèce [détail des éditions] [lire en ligne] (V, 8, 6).
- Philostrate, Gymnastikos (Sur la gymnastique).